# Допустими дози на йонизиращите лъчения в България
Допустимите дози на йонизиращите лъчения в България се определят от Наредбата за основни норми за радиационна защита, приета с ПМС №229/25.09.2012 г. Тя определя допустимите дози за допълнително облъчване, в което не влизат дозите от естествения радиационен фон.
Естественият гама-фон на територията на България е от 0,06 до 0,40 µSv\h.

## За населението
Границата на ефективна доза йонизиращо лъчение за всяко лице от населението в България е 1 mSv за 1 година или 0,1 μSv.h–1 (преизчислено за 8800 часа), като се допускат до 15 mSv\год. за очната леща и до 50 mSv\год. за кожата (тази граница се отнася за средната доза, получена от всяка повърхност с площ 1 cm2, независимо от площта на облъчената повърхност).

## За професионално облъчване
Границата на ефективна доза йонизиращо лъчение за професионално облъчване (за лица, които работят с източници на йонизиращи лъчения) е 20 mSv за 1 година или 10 μSv.h–1 (преизчислено за 1700 часа), като се допускат до 20 mSv\год. за очната леща и до 500 mSv\год. за кожата (тази граница се отнася за средната доза, получена от всяка повърхност с площ 1 cm2, независимо от площта на облъчената повърхност).

## За водата
Допустимите радиологични показатели на водата за питейно-битови цели са: радон до 100 Bq\l, тритий до 100 Bq\l, и индикативна (еквивалентна) доза до 0,1 mSv, при обща алфа-активност до 0,1 Bq\l и обща бета-активност до 1 Bq\l.

## За храната
| Радиоизотоп                                                                                        | Детски храни | Мляко и млечни храни | Други храни | Несъществени храни | Течни храни |
| -------------------------------------------------------------------------------------------------- | ------------ | -------------------- | ----------- | ------------------ | ----------- |
| Изотопи на стронций, специално 90Sr                                                                | 75           | 125                  | 750         | 7500               | 125         |
| Изотопи на йод, специално 131I                                                                     | 150          | 500                  | 2000        | 20000              | 500         |
| Източници на алфа-частици, изотопи на плутоний и трансплутониеви елементи, специално 239Pu и 241Am | 1            | 20                   | 80          | 800                | 20          |
| Други радиоизотопи с t½ над 10 дни, специално 134Cs и 137Cs (без 14C и 40K)                        | 400          | 1000                 | 1250        | 12500              | 1000        |

## За устройство на територията
Нови сгради се изграждат на терени с радиоактивност във въздуха до 300 nGy\h и специфична активност на 226Ra в почвата до 200 Bq\кг. За селскостопански цели, строеж на складове и други сгради с ограничено пребиваване на хора се използват терени с радиоактивност във въздуха до 500 nGy\h, специфична активност на 226Ra в почвата до 600 Bq\кг и обемна активност на 226Ra във въздуха до 600 Bq\m3.

## За облъчване при медицински изследвания
| Рентгенография    | Рентгенография | Рентгенография              | Рентгенография          | Рентгенография          | Рентгеноскопия                                                | Рентгеноскопия          | Рентгеноскопия          | Рентгеноскопия        | Рентгеноскопия    |
| Орган             | Проекция       | Входяща въздушна крема, mGy | Произведение крема-площ | Произведение крема-площ | Рентгеново изследване                                         | Произведение крема-площ | Произведение крема-площ | Допълнителни нива     | Допълнителни нива |
| Орган             | Проекция       | Входяща въздушна крема, mGy | mGy.cm2                 | μGy.m2                  | Рентгеново изследване                                         | mGy.cm2                 | μGy.m2                  | Време на скопия, мин. | Брой образи       |
| Череп             | PA             | 2,5                         | –                       | –                       | Контрастно изследване на горния дял на стомашно-чревния тракт | 18                      | 1800                    | 4,1                   | 4                 |
| Череп             | Lat            | 2,5                         | —                       | —                       | Контрастно изследване на горния дял на стомашно-чревния тракт | 18                      | 1800                    | 4,1                   | 4                 |
| Бял дроб и сърце  | PA             | 0,5                         | 0,4                     | 40                      | Иригография – контрастно изследване на дебелото черво         | 40                      | 4000                    | 4,2                   | 5                 |
| Бял дроб и сърце  | Lat            | 1,5                         | —                       | —                       | Иригография – контрастно изследване на дебелото черво         | 40                      | 4000                    | 4,2                   | 5                 |
| Лумбални прешлени | AP             | 9                           | 3                       | 300                     | Коронарна ангиография (CA)                                    | 40                      | 4000                    | 3,8 – 6,5             | 530 – 650         |
| Лумбални прешлени | Lat            | 12                          | 4                       | 400                     | Коронарна ангиография (CA)                                    | 40                      | 4000                    | 3,8 – 6,5             | 530 – 650         |
| Таз               | AP             | 4                           | 4                       | 400                     | Коронарна интервенция (CA + PCI)                              | 140                     | 14000                   | 8,9 – 18,1            | 1290 – 1610       |
| БУМ               | AP             | 6                           | 4                       | 400                     | Артериография на долни крайници                               | 45                      | 4500                    | 1,9 – 3,0             | 120 – 270         |

## Аварийно облъчване и защита на населението
За спасяване на човешки живот или за предотвратяване на по-голямо облъчване при радиационна авария органите на държавния здравен контрол могат да разрешат по изключение извършването на дейности от доброволци при превишаване на установените граници на облъчване. Ефективната доза за едно лице не трябва да бъде повече от 50 mSv за една отделна година и повече от 200 mSv общо за 10 години.
При замърсяване с радиоактивни вещества се предприемат мерки, в зависимост от годишната ефективна доза над естествения радиационен фон, както следва:
- 5 – 50 mSv – укриване и защита на органите на дишането (дозата се отнася за периода на укриване);
- 50 – 500 mSv за 1 седмица – евакуация на населението;
- 10 – 100 mSv за 1 месец – временно преселване;
- 1000 mSv за 50 години – постоянно преселване;
- 5 – 50 mSv ефективна доза за щитовидната жлеза – йодна профилактика за бременни, кърмачки и лица под 18 години;
- 50 – 500 mSv за 1 седмица – йодна профилактика за цялото население.